# Fermata
Fermata, também conhecida por Suspensão, é um símbolo usado em notação musical e que significa parada em italiano. Trata-se de um sinal colocado sobre uma nota ou pausa, indicando que devemos sustentá-la à vontade além de sua duração normal. O prolongamento "à vontade" pode variar de acordo com o estilo, o andamento, a estética ou interpretação do executante, mas comumente  a sustentação é mantida pelo dobro do tempo que a nota (ou pausa) normalmente teria.
A Fermata também pode ser colocada sobre a barra de compasso, indicando uma pequena interrupção entre um compasso e outro, muitas vezes utilizada para separar dois temas inclusos na mesma peça musical. As designações anteriores do sinal foram "Point d'Orgue" e Corona ou Coronata.